# 福井市社中学校
福井市社中学校（ふくいし やしろちゅうがっこう）は、福井県福井市若杉にある公立中学校。

## 沿革
- 1987年 - 開校。

## 部活動
- 野球部
- サッカー部
- 男子バスケットボール部
- 女子バレーボール部
- 女子バドミントン部
- 女子ソフトテニス部
- 卓球部
- 陸上部
- 吹奏楽部
- 美術部
- 科学部
- 放送部

## 特徴
- 福井市の公立中学校の中では、2008年移転した福井市至民中学校についで、2番目に新しい学校である。
- 吹奏楽がとても盛んで、多くの金賞を獲得している。

## 学校周辺
- 福井運動公園
- 福井県立道守高等学校
- 福井市社北小学校

## アクセス
- 北陸新幹線・ハピラインふくい線・えちぜん鉄道勝山永平寺線 福井駅より、京福バス 70系統（運動公園線）にて「社北小学校前」下車、約500 m。
- E8 北陸自動車道 福井ICから、国道158号、福井県道・石川県道5号福井加賀線、福井県道6号福井四ヶ浦線経由 約8 km。

## 著名な出身者
- のぶ（コムドット元メンバー）
- 青戸千春 - WEBプログラマー
- 中村優子 - 女優
- 平沼翔太 - プロ野球選手（北海道日本ハムファイターズ）